# マメロディ・サンダウンズFC
マメロディ・サンダウンズFC（Mamelodi Sundowns Football Club）は、南アフリカ共和国・プレトリアをホームタウンとするサッカークラブ。1996年にプレミアサッカーリーグが設立されて以来、同リーグを7回制覇している強豪である。愛称としてThe Braziliansが挙げられるが、これはクラブのユニフォームがブラジル代表のそれと似ている事からつけられている。

## 歴史
プレトリアのマラバスタッドで1960年代初頭に若者達によって設立された。その後1970年に公式なサッカークラブになった。
1973年に連邦プロサッカーリーグに加盟、同年にはコカコーラカップで決勝に進出する快挙を達成したものの、ベレア・ユナイテッドFCに5-3で敗れた。
1978年に同リーグが縮小され2部が設立されると、2部落ちした。昇格を狙う戦いは5年間に及び、その間にフロント側がクラブの解散を決定した事もあったが、するとその代替として新たにクラブが設立されたため、実質的にクラブは引き継がれた。
1984年に南アフリカ共和国では初めて人種に依らないサッカーリーグであるナショナルサッカーリーグが設立され、翌1985年に昇格しこれに参加した。しかしゾラ・マホベ所有の下迎えた初シーズンは厳しい結果となった。
1988年にはクラブの所有権がスタンダード銀行へと渡るが、その後ゾラ・マホベが所有権を取り返した。クラブは清算の危機を迎えるが、サッカー一家であったがTsichlas家が銀行を説得し、この危機を脱した。その後同家は企業を設立、株式全てを買い取り躍進を遂げた。この時に初めてのタイトルを獲得している。
1990年代に入ると黄金期に入り、多くのトロフィーを獲得した。1996年にナショナルプレミアリーグが設立されると、1998年から2000年にかけてリーグも3連覇した。
CAFチャンピオンズリーグ2001では決勝にまで進んだものの、アル・アハリに合計4-1とされ敗北した。
2004年にはクラブの発展に大きく寄与したTsichlas家からパトリック・モトセペが51%の株を取得、後に残りの49%も取得した。新たなオーナーの下でもクラブは強く、2006年5月にはミヘル・アンヘル・ガムンディ、ネイル・トビー監督の下リーグを制し、7回目のリーグ制覇となった。
2006-07シーズンは低調な出だしとなったが、ゴードン・イゲスンドを監督に据えるとリーグを連覇した。ネドバンク・カップも決勝に進出し、ダブルでのタイトル獲得も期待されていたが、アヤックス・ケープタウンFCに敗れた。
2009-10シーズンも前半は低調であったが、監督がテッド・ドゥミトルからフリスト・ストイチコフに代わると後半で巻き返し最終的に二位につけた。
翌2010-11シーズンではストイチコフ体制でアシスタントコーチを務めていたアントニオ・ロペス・ハバスが監督に昇格すると、前半を首位で折り返した。しかし後半に失速し最後2戦で優勝を逃すと辞任。アシスタントコーチであったイアン・ゴロワが代理として監督に昇格した。その後、ヨハン・ニースケンスが監督に就任した。
2012年3月4日にはネドバンク・カップのパワーラインズFC戦で24-0の勝利を収めて同国史上初めてのサッカー記録を打ち出した。
2016年にはFIFAクラブワールドカップに出場し、12月11日に吹田サッカースタジアムで鹿島アントラーズと対戦したが0-2で敗れ、12月14日に5位決定戦に回るもアジア王者である全北現代モータースにも1-4で敗れ、一勝も挙げることができずに日本を去った。

## タイトル

### 国内タイトル
- ナショナルサッカーリーグ:3回

1988, 1990, 1993
- プレミアサッカーリーグ:15回

1997–98, 1998–99, 1999–00, 2005–06, 2006–07, 2013–14; 2015-16; 2017/18, 2018/19, 2019/20, 2020/21, 2021/22, 2022/23, 2023/24, 2024/25
- ネドバンク・カップ:6回

1986, 1988, 2008, 2015, 2020, 2022
- テルコム・ノックアウト:4回

1990, 1999, 2015, 2019
- MTN 8:4回

1988, 1990, 2007, 2021
- テルコム・チャリティーカップ:5回

1991, 2000, 2004, 2005, 2006
- オールソンズ・チャレンジカップ:1回

1988

### 国際タイトル
- アフリカンフットボールリーグ: 1回

2023-24
- CAFチャンピオンズリーグ: 1回

2016
- CAFスーパーカップ: 1回

2017

## 現所属メンバー
2018年2月27日現在
注：選手の国籍表記はFIFAの定めた代表資格ルールに基づく。
| No. | Pos. |                  | 選手名                         |
| --- | ---- | ---------------- | ------------------------------ |
| 1   | GK   | ザンビア         | ケネディ・ムウェーネ           |
| 2   | DF   | 南アフリカ共和国 | タボ・エンテテ                 |
| 4   | DF   | 南アフリカ共和国 | テボゴ・ランガーマン (第2主将) |
| 5   | MF   | 南アフリカ共和国 | アサヴェラ・ムベキレ           |
| 6   | DF   | 南アフリカ共和国 | ウェイン・アレンセ             |
| 7   | MF   | 南アフリカ共和国 | オウパ・マニサ                 |
| 8   | MF   | 南アフリカ共和国 | フロンフォ・ケカナ (主将)      |
| 9   | FW   | ジンバブエ       | カスバート・マラジラ           |
| 11  | MF   | 南アフリカ共和国 | シブシソ・ヴィラカジ           |
| 13  | MF   | 南アフリカ共和国 | ティヤネ・マブンダ             |
| 14  | GK   | ウガンダ         | デニス・オニャンゴ             |
| 15  | MF   | 南アフリカ共和国 | ラッキー・モホミ               |
| 16  | MF   | ブラジル         | リカルド・ナシメント           |
| 17  | MF   | 南アフリカ共和国 | ジョージ・レビシ               |
| 18  | MF   | 南アフリカ共和国 | テンバ・ズワネ                 |
| 19  | MF   | ニュージーランド | ジェレミー・ブロッキー         |

| No. | Pos. |                  | 選手名               |
| --- | ---- | ---------------- | -------------------- |
| 20  | DF   | 南アフリカ共和国 | アネレ・エンコンカ   |
| 25  | FW   | 南アフリカ共和国 | オーブリー・エンゴマ |
| 26  | FW   | ウルグアイ       | ガストン・シリーノ   |
| 27  | MF   | 南アフリカ共和国 | タペロ・モレナ       |
| 28  | MF   | リベリア         | アンソニー・ラフォル |
| 29  | DF   | コートジボワール | スマホロ・バンガリー |
| 31  | GK   | ガーナ           | ブライマー・ラザク   |
| 32  | DF   | 南アフリカ共和国 | モチェカ・マディシャ |
| 33  | MF   | ジンバブエ       | ハマ・ビリアト       |
| 34  | DF   | 南アフリカ共和国 | テンド・ムクメラ     |
| 35  | FW   | 南アフリカ共和国 | ケレツォ・マクガルワ |
| 37  | FW   | 南アフリカ共和国 | Thokozani Sekotlong  |
| 38  | DF   | 南アフリカ共和国 | シヤボンガ・ズールー |
| 40  | DF   | 南アフリカ共和国 | リバウド・クッツェー |

## 記録
- 最多出場:  ダニエル・ムダウ 390試合
- 最多得点:  ダニエル・ムダウ 172得点
- 代表最多出場:  カトレゴ・ムフェラ 32試合
- シーズン最多出場:  センバ・モングニ 48試合(1997-98)
- シーズン最多得点:  ベネット・マシンガ 33試合(1990)
- 最大得点差勝利:  パワーラインズFC 24-0 (2012年3月4日、ネドバング・カップ)
- 最多得点差敗北:  アフリカ・スポール 1-6 (2000年11月4日、CAFチャンピオンズリーグ)

出典:

### リーグ記録
| - 1996/97 – 6位 - 1997/98 – 1位 - 1998/99 – 1位 - 1999/00 – 1位 - 2000/01 – 3位 - 2001/02 – 5位 - 2002/03 – 10位 - 2003/04 – 10位 - 2004/05 – 3位 - 2005/06 – 1位 | - 2006/07 – 1位 - 2007/08 – 4位 - 2008/09 – 9位 - 2009/10 – 2位 - 2010/11 – 4位 - 2011/12 – 4位 - 2012/13 – 10位 - 2013/14 – 1位 - 2014/15 - 2位 - 2015/16 - 1位 |  |

## スポンサー
- シャツスポンサー: Ubuntu Botho
- キット製作: Puma